# هیچ‌چیز برای ترس باقی نمانده‌است
هیچ‌چیز برای ترس باقی نمانده‌است (به انگلیسی: Nothing Left to Fear) فیلمی محصول سال ۲۰۱۳ و به کارگردانی آنتونی لئوناردی است. در این فیلم بازیگرانی همچون آن هیچ، جیمز توپر، اتان پک، جنیفر استون، ربکا براندس و کلنسی براون ایفای نقش کرده‌اند.